# Janine Tippl
Janine Tippl (* 1982) ist eine deutsche Musicaldarstellerin.

## Leben
Janine Tippl wuchs im baden-württembergischen Höpfingen auf und machte im nahegelegenen Ganztagesgymnasium Osterburken ihr Abitur. Sie nahm nebenher Gesangsunterricht und absolvierte Workshops, unter anderem am Prinzregententheater in München. Nach Schulabschluss erhielt sie von Stage Entertainment ein Stipendium an der Hamburger Joop van den Ende Academy und war im Rahmen ihrer künstlerischen Ausbildung bereits in verschiedenen Rollen und Galas zu sehen. Unter anderem hatte sie 2003 einen Auftritt in der mehrteiligen Dokumentation „Stage Fever – Bühne fürs Leben“. 2005 wurde sie für das Halbfinale im Bundeswettbewerb Gesang nach Berlin eingeladen. Ihre Ausbildung an der Joop van den Ende Academy schloss sie im Sommer 2006 ab. Anschließend war sie bei der Welturaufführung des Musicals Die 13½ Leben des Käpt’n Blaubär in den Rollen Cover Qwert, Smeik und Tratschwelle zu sehen.
Es folgten Musicalengagements bei „Anatevka“ (u. a. Chava), „Vom Geist der Weihnacht“ (Liz Pommeroy) und „Cinderella“ (Stiefschwester). Außerdem wirkte Tippl 2008 im Hamburger Schauspielhaus bei der Konzertinszenierung „Tiger and Babs“ als Sängerin mit. Nach der „Blaubär“-Tour 2009 übernahm sie zum Castwechsel beim Musical „Wicked – Die Hexen von Oz“ die Rolle der Nessarose.

## Engagements (Auswahl)
- 2006: Cover Qwert, Smeik und Tratschwelle in Die 13½ Leben des Käpt’n Blaubär in Köln (Welturaufführung)
- 2007: Chava u. a. in Anatevka (Tour)
- 2007: Liz Pommeroy in Vom Geist der Weihnacht in Frankfurt am Main
- 2008: Stiefschwester in Cinderella in Kassel
- 2008/2009: 16 U in der Reinszenierung und Tournee von „Die 13½ Leben des Käpt’n Blaubär“
- Seit 2009: Nessarose in Wicked – Die Hexen von Oz in Stuttgart und Oberhausen